# かすやかずのり
かすや かずのり（1974年11月30日 - ）は、日本のコピーライター、デザイナー。本名：粕谷和則。元妻は漫画家の佐藤ゆうこ。
愛知県豊田市出身。

## 人物
高校時代に放送劇部に所属し、部で演じる脚本を手がけていた。部活の定期公演用に作成したポスターが現代国語の教師の目に留まり、「かすやくんはコピーライター向きだね」と声を掛けられたことをきっかけに、コピーライターを目指す。
高校卒業後は広告デザイン専門学校に進学し、コピーライティングの基礎や、当時まだまだ高価であったマッキントッシュの基本操作を学ぶ。1年の途中から学校を休みがちになり、結局中退。在学中からアルバイトしていたデザイン事務所に、コピーライター見習いとして就職。就職できた理由を「Macが使えたから」と語っている。
1996年、株式会社リクルート フロムエーに転職し、求人広告制作に携わる。同社のイラストレーターとして契約していた佐藤ゆうこと出会い、翌年結婚。さらに翌年の1998年には長男が生まれる。早い時期から別居婚状態で、妻は両親と早くから同居していた。
2002年、フリーランスとして独立。コピーライター業だけでは食べていけないという理由で、グラフィックデザイナーとしても活動を開始。佐藤ゆうこの単行本「メイドのお仕事」の装丁や、戦国アパレルブランドもののふのロゴデザインなどを手がける。またこの時期、イラストレーターとして『週刊アスキー』、『月刊アスキー』などにイラストを提供している。
2008年、離婚。
2010年9月より、バンタンデザイン研究所名古屋校にて講師をしていた。
2019年4月10日より文京区湯島にて「本とメイドの店 気絶」を経営。

## 主な仕事
- メイドのお仕事 - 装丁
- もののふ（戦国アパレルブランド） - ロゴデザイン
- エアロアシスタントangee（電動アシスト自転車） - コンセプトデザイン（グッドデザイン賞を受賞）
- 本とメイドの店 気絶 - オーナー